# Lê Khiết

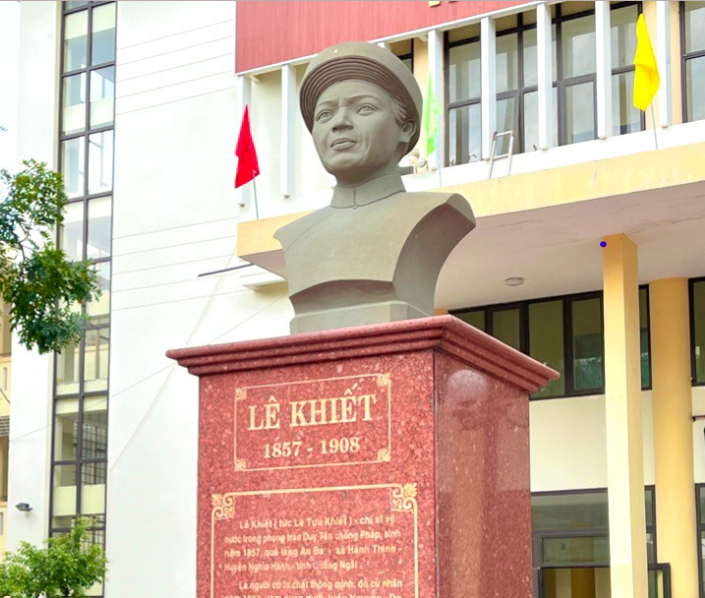
Tượng Lê Khiết tại THPT chuyên Lê Khiết

Lê Khiết (1857–1908) tên thật là Lê Tựu Khiết một vị quan Triều Nguyễn, hy sinh trong phong trào chống sưu thuế ở miền Trung Việt Nam năm 1908.

## Tiểu sử
Lê Khiết sinh ngày 21 tháng 7 năm 1857 tại làng An Ba, xã Hành Thịnh, huyện Nghĩa Hành, tỉnh Quảng Ngãi. Gia đình ông là một gia đình khoa bảng. Cha ông quan tuần phủ đời Thiệu Trị, Lê Văn DIễn. Ông nội ông là quan tri phủ Kiến An đời Gia Long, Lê Công Thiên.
- Năm 1882, Khoa thi Nhâm Ngọ, Lê Khiết đỗ cử nhân tại trường thi Bình Định.
- Năm 1885 (Ất Dậu), ông được triều đình bổ nhiệm chức Cơ mật hành tẩu sung chức Tả trực kỳ khâm sai phái viên (tả trực kỳ: chỉ các tỉnh Thanh Hoá, Nghệ An, Hà Tĩnh, Quảng Bình, Quảng Trị).
- Năm 1886 (Bính Tuất) (năm Đồng Khánh nguyên niên) ông lãnh chức Tu soạn kiêm Nghĩa Định Sơn phòng tán tương quân vụ.
- Năm 1894 (Thành Thái thứ 6), ông lãnh chức Án Sát tỉnh Quảng Nam.
- Năm 1895 (Thành Thái thứ 7), ông lãnh chức Tán lý quân vụ bốn tỉnh: Thanh Hoá, Nghệ An, Hà Tĩnh, Quảng Bình.
- Năm 1896 (Thành Thái thứ 8), ông bị giáng chức 2 cấp, đưa về làm Bố chánh tỉnh Nghệ An. Vì vậy ông còn có tên gọi là Bố Khiết.
- Năm 1897 ông từ quan do bất mãn với triều đình[1] và tham gia các phong trào yêu nước như Cuộc vận động Duy Tân (1906-1908) do Phan Châu Trinh đề xướng. Hiệu thuốc Quảng Tri ở cửa tây tỉnh thành được ông mở chủ yếu là làm nơi liên lạc của nghĩa hội Duy Tân.
- Đầu năm 1908 phong trào khất thuế cự sưu của Quảng Ngãi bắt đầu lan rộng, ông được tổ chức giao nhiệm vụ lãnh đạo phong trào [2]. Phong trào ngày càng phát triển mạnh mẽ.
- Ngày 7 tháng 4 năm 1908, địch lập kế mời ông vào thành thương thuyết rồi bắt ông do Nguyễn Thân đã tố giác ông và Nguyễn Bá Loan.
- Ngày 23 tháng 4 năm 1908, tại bờ sông Trà Khúc, chính quyền nhà Nguyễn tỉnh Quảng Ngãi của xử chém ông cùng Nguyễn Bá Loan.

## Câu nói nổi tiếng
- Cái vết nhơ của lịch sử nửa đời người tôi, nay lấy máu cổ mà rửa. Vinh hạnh biết chừng nào.[1]

## Vinh danh
- Tên ông có trong quyển "Từ điển những nhân vật lịch sử" của Nhà xuất bản Văn Hoá và quyển sách "Việt Nam nghĩa liệt sĩ" của Đặng Bằng Đoàn.
- Hiện ở thành phố Quảng Ngãi, có con đường mang tên ông
- Tên ông được đặt cho Trường Trung học Phổ thông Chuyên Lê Khiết của tỉnh Quảng Ngãi.